# Lucija Grad
Lucija Grad, slovenska nogometašinja, * 22. oktober 1983.
Gradova je za slovensko žensko nogometno reprezentanco igrala kot napadalka na 18 tekmah.